# Алексеев, Анатолий Андреевич (психолог)
Алексе́ев, Анато́лий Андре́евич (21 сентября 1947, Ленинград — 18 сентября 2020, Санкт-Петербург) — советский и российский психолог, переводчик, профессор РГПУ им. Герцена, специалист в психологии развития и педагогической психологии.

## Биография
С 1971 по 1975 учился на факультете психологии ЛГУ. С 1975 по 1977 работал ассистентом кафедры психологии в ЛГПИ им А. И. Герцена.
С 1977 по 1980 проходил обучение в аспирантуре по специальности «Педагогическая, детская и возрастная психология».
В 1981 г. защитил кандидатскую диссертацию на тему «Взаимодействие образных и символических структур в развивающемся интеллекте ребёнка» и получил ученую степень кандидата психологических наук.
С 1984 по 1986 занимал должность декана дефектологического факультета. В 1984 г. присвоено ученое звание доцента, а в 1997 — ученое звание профессора на кафедре психологии РГПУ. В последнее время являлся профессором кафедры психологии развития и образования, вёл учебные курсы по психологии развития и возрастной психологии, детской психологии, планированию эксперимента в психолого-педагогических исследованиях.
Подготовил 18 кандидатов наук.
Является переводчиком и научным редактором фундаментальных работ классиков психологии: К.-Г. Юнга, Э. Эриксона, Дж. Келли.
В 1989 г. прошёл стажировку в Мэрилендском университете в Колледж Парк (США).

## Научные публикации
- Некоторые вопросы организации многоуровневых сигналов. // Вопросы теоретической и прикладной психологии: (Тезисы докладов IV научно-психологической студенческой конференции). — Л., Изд-во ЛГУ, 1973, С. 9-10.
- Об отражении уровня организации процесса мышления в параметрах ЭЭГ. // Вопросы теоретической и прикладной психологии: (Тезисы докладов V научно-психологической студенческой конференции). — Л., Изд-во ЛГУ, 1974, С. 28-29.
- К психологической структуре понятия. // Вопросы теоретической и прикладной психологии: (Тезисы докладов VI научно-психологической конференции студентов и аспирантов). — Л., Изд-во ЛГУ, 1975, С. 20-21.
- Эффективность использования разных типов тестовых заданий для промежуточного контроля знаний и предсказания результатов экзамена по курсу «Психология развития и возрастная психология» // Психология в педагогической деятельности: Традиции и инновации: Материалы Международной научно-практической конференции, посвященной 85-летию психологической науки и образования в Герценовском университете (к юбилею кафедры психологии развития и образования психолого-педагогического факультета). — СПб.: Изд-во РГПУ им А. И. Герцена, 2010, С.229-232.
- Что такое развитие с точки зрения психолога (Проблемы построения учебного курса по психологии развития человека для студентов — психологов) // Психическое развитие человека и социальные влияния: Коллективная монография. — СПб.: Изд-во РГПУ им. А. И. Герцена, 2010, С.107-140.

## Награды
- Медаль «За воинскую доблесть» (1970);
- Почетная грамота Министерства образования и науки Российской Федерации за многолетнюю плодотворную работу по развитию и совершенствованию учебного процесса, значительный вклад в дело подготовки высококвалифицированных специалистов(2006).